# صر
الصر أو شوك الحَنَش أو عثير (باللاتينية: Noaea) جنس نباتي كان يصنف قديماً ضمن الفصيلة الرمرامية (باللاتينية: Chenopodiaceae) التي ضمت حديثاً كأسرة إلى الفصيلة القُطَيفية (باللاتينية: Amaranthaceae)، من ثنائيات الفلقة. يضم حوالي 19 نوعاً من النباتات ينتشر في حوض البحر الأبيض المتوسط والقوقاز.

## من أنواعهالواطنةفي بلاد الشام
- الصر الدقيق (باللاتينية: Noaea minuta)
- الصر الكادمي (باللاتينية: Noaea cadmea)
- الصر النقطي (باللاتينية: Noaea mucronata)

## أنواع منتشرة في مناطق أخرى
- الصر الرمادي (باللاتينية: Noaea canescens)
- الصر الكبير (باللاتينية: Noaea major)
- الصر الكردي (باللاتينية: Noaea kurdica)
- الصر متقابل الأزهار (باللاتينية: Noaea oppositiflora)
- الصر متقابل الأوراق (باللاتينية: Noaea oppositifolia)
- الصر المنتفخ (باللاتينية: Noaea tomentosa)
- الصر ناعم الأوراق (باللاتينية: Noaea malacophylla)